# 川田武
川田 武（かわだ たけし、1941年3月16日 - ）は、日本のテレビ制作者、作家。

## 略歴
京都市出身。京都府立山城高等学校卒、京都大学教育学部卒、1961年にNHKに入り、報道番組などを制作。
1965年「クロマキー・ブルー」でハヤカワSFコンテスト佳作第一席。1986年NHKエンタープライズ出向。「太陽大爆発」(学研出版) をハリウッドで『クライシス2050』のタイトルで映画化、エクゼクティブ・プロデューサーを務めた。
2003年（株）ミステリチャンネル入社、2007年中部大学人文学部コミュニケーション学科教授、2009年退職。

## 著書
- 『二つの飛鳥』新人物往来社 1973
- 『戦慄の神像』角川書店 1978 のち文庫
- 『ピラミッドの日』角川文庫 1978
- 『闇からの叫び』角川文庫 1980
- 『女王国トライアングル』カドカワノベルズ 1983
- 『クライシス2050 太陽大爆発』学習研究社 1990
- 『乱歩邸土蔵伝奇 長編歴史推理小説』光文社文庫 2002
- 『利休の密室 長編歴史伝奇ミステリー』光文社文庫 2004
- 『五月十五日のチャップリン 長編歴史ミステリー』光文社文庫 2005